# نهائي كأس الولايات المتحدة المفتوحة 2011
كان نهائي كأس لامار هانت لعام 2011 في الولايات المتحدة عبارة عن مباراة كرة قدم بين نادي سياتل ساوندرز وشيكاغو فاير، ولُعبت في 4 أكتوبر 2011 في ملعب سينشري لينك في سياتل، واشنطن. كانت المباراة تتويجًا لكأس الولايات المتحدة المفتوحة 2011 ، وهي بطولة مفتوحة لفرق كرة القدم للهواة والمحترفين المنتسبة إلى اتحاد كرة القدم الأمريكي (US Soccer). كانت هذه هي النسخة 98 من كأس الولايات المتحدة المفتوحة، أقدم مسابقة مستمرة في كرة القدم الأمريكية. فاز نادي سياتل ساوندرز بفوزه على شيكاجو فاير 2-0 بهدفين سجلهما فريدي مونتيرو وأوزفالدو ألونسو. كان الحضور 36615، محطمًا الرقم القياسي للمجموعة النهائية في العام السابق عندما فازت سياتل واستضافتها أيضًا. أصبح سياتل أول فريق منذ عام 1968 يفوز بثلاث بطولات متتالية لكأس الولايات المتحدة المفتوحة والفريق الرابع على الإطلاق يفعل ذلك في تاريخ البطولة الذي يبلغ 98 عامًا.
تأهل فريق Sounders FC تلقائيًا للدور الثالث من بطولة كأس الولايات المتحدة المفتوحة من خلال احتلاله ضمن المراكز الستة الأولى في موسم 2010 في الدوري الأمريكي لكرة القدم. لم يتأهل The Fire تلقائيًا، وكان عليه أن يلعب من خلال جولتين تأهيل قبل الدخول في البطولة الرسمية. قبل المباراة النهائية، التقى شيكاغو وسياتل مرتين في عام 2011، وفازت سياتل بمباراة واحدة وانتهت الأخرى بالتعادل.
تم بث المباراة النهائية على الهواء مباشرة على قناة Fox Soccer . كانت هذه هي السنة الثانية على التوالي التي تُلعب فيها نهائي البطولة في ملعب CenturyLink. بصفته الفائز في البطولة، حصل سياتل على مكان في دوري أبطال الكونكاكاف 2012-13 وحصل على جائزة نقدية قدرها 100000 دولار. حصلت شيكاغو على جائزة قدرها 50000 دولار كوصيف. بعد المباراة النهائية، أثيرت انتقادات بشأن فوز سياتل بحقوق الاستضافة لكل جولة لعبوها. رداً على ذلك، أعلنت US Soccer عن تغييرات في قواعد تحديد مضيف مباريات البطولة.

## الطريق إلى النهائي
كأس الولايات المتحدة المفتوحة هي مسابقة كرة قدم أمريكية سنوية مفتوحة لجميع الفرق المنتسبة لكرة القدم الأمريكية، من فرق أندية الهواة للبالغين إلى الأندية المحترفة في الدوري الأمريكي لكرة القدم (MLS). كانت بطولة 2011 هي النسخة 98 من أقدم بطولة كرة قدم في الولايات المتحدة.
تم السماح لـ MLS ، التي تضم فرقًا تلعب في كل من الولايات المتحدة وكندا، بدخول ثمانية من فرقها الخمسة عشر التي تتخذ من الولايات المتحدة مقراً لها في البطولة. تأهلت أفضل ستة فرق MLS من ترتيب الدوري للموسم السابق تلقائيًا للبطولة، بينما تم تحديد المركزين المتبقيين من خلال مباريات التأهل الأولية. بدأت إدخالات MLS الثمانية اللعب في الجولة الثالثة من البطولة. في عام 2010، احتل نادي سياتل ساوندرز مكانًا بين المراكز الستة الأولى في الترتيب العام للدوري MLS للتأهل إلى الدور الثالث من كأس الولايات المتحدة المفتوحة لعام 2011.  ومع ذلك، فإن Chicago Fire لم يكن وبالتالي كان عليه أن يلعب سلسلة من المباريات التأهيلية ضد زملائه فرق MLS التي انتهت خارج المراكز الستة الأولى للتأهل لبطولة الكأس المفتوحة. 

### حريق شيكاجو
قبل الوصول إلى نهائي 2011، وصل شيكاغو فاير إلى نهائي كأس الولايات المتحدة المفتوحة خمس مرات في تاريخهم الممتد 14 عامًا، وهو أكبر عدد من أي امتياز في الدوري الأمريكي لكرة القدم، وفاز بأربع بطولات من أصل خمس – كان آخرها في عام 2006. بدأ The Fire حملته في كأس Open Cup 2011 في 30 مارس 2011، في الدور نصف النهائي من تصفيات MLS ، باستضافة كولورادو رابيدز في استاد شيا في بيوريا ، إلينوي. سجل شيكاغو الهدف الأول بهدف من جاستون بوراري قبل نهاية الشوط الأول مباشرة. بعد دقيقة واحدة فقط من بداية الشوط الثاني، تعادل رابيدز بهدف من أندريه أكبان. بعد هدف أكبان، بقيت المباراة متعادلة لمدة 15 دقيقة حتى سجل جليل أنبابا لاعب شيكاغو هدف الفوز في الدقيقة 61 من اللعب. انتقل شيكاغو إلى الدور التالي من التصفيات بنتيجة 2-1.
ثم حولت النار انتباههم إلى مباراتهم الثانية والأخيرة في التصفيات التي استضافها سان خوسيه إيرثكويكس في ملعب باك شو في سانتا كلارا ، كاليفورنيا. أُقيم في 24 مايو 2011 أمام 4124 متفرجًا، وتقدم أصحاب الأرض بهدفين في الشوط الأول بتسجيل إيليس ماكلوغلين وجوستين مورو في الدقيقتين 14 و 43 على التوالي. وخفض النار الفارق إلى النصف في الدقيقة 61 بهدف من أور باروش. بعد خمسة عشر دقيقة، تعادل فاير النتيجة بتسديدة من ياميث كويستا. ظلت النتيجة مقيدة حتى نهاية اللائحة، مما أدى إلى وقت إضافي، تم خلاله طرد جونزالو سيغاريس لاعب شيكاغو بسبب المعارضة. على الرغم من تفوق الرجل في فريق Earthquakes ، ظل الفريقان متعادلان خلال الوقت الإضافي، مما أدى إلى ركلات الترجيح. في الجولة الخامسة من ركلات الترجيح، مع تقدم شيكاجو بنتيجة 5-4، أضاع سكوت سيلي لاعب سان خوسيه تسديدته عندما انحرف عن العارضة، مما منح فاير فوزًا ثانيًا في التصفيات ورصيفًا في الدور الثالث من بطولة كأس الولايات المتحدة المفتوحة 2011.
في الجولة الثالثة، واجهت شيكاغو فريق روتشستر وحيد القرن من قسم المحترفين في USL. واستضاف روتشستر المباراة يوم 28 يونيو على ملعب ساهلين التابع لفريق رينوس أمام حشد من 5558 متفرجا. سجل دييجو تشافيس لاعب النار الهدف الوحيد للمباراة في الدقيقة 37 من اللعب، وفاز بالنار في ربع النهائي للمرة الأولى منذ عام 2008.
في الدور ربع النهائي، الذي عقد في 12 يوليو 2011، استضافت النار في MLS Eastern Conference منافس نيويورك ريد بولز في تويوتا بارك في بريدجفيو ، إلينوي. ضد الاحتياطيات في الغالب لنيويورك، فاز فاير بالمباراة 4-0 بهدفين من أور باروش وهدف سجل كل منهما دومينيك أودورو وياميث كويستا. بسبب انقطاع التيار الكهربائي في المنطقة بعد عاصفة رعدية شديدة، تم رفع وقت بدء اللعبة من الساعة 7:30 مساءا حتى 5:00 مساءً بالتوقيت المحلي، مما أدى إلى تأخر وصول حوالي 2000.  بعد المباراة، ضجة من مشجعي ريد بول دفعت المدرب هانز باك لشرح أن الإرهاق كان السبب في إرسال لاعبي فريقه الاحتياطيين ومساعد مدرب فقط إلى شيكاغو. كانت نيويورك قد خسرت أمام دي سي يونايتد في الدوري قبل يومين فقط.
في 31 أغسطس 2011، استضاف فريق Fire فريق USL Pro آخر، وهو ريتشموند كيكرز، في الدور نصف النهائي. في طريقهم إلى الدور نصف النهائي، هزم كيكرز فريقين من الدوري الأمريكي لكرة القدم في جولات متتالية. أزعجوا كولومبوس كرو وسبورتنج كانساس سيتي في الدور الثالث وربع النهائي على التوالي.  استضافت مباراة نصف النهائي من قبل Fire at Toyota Park أمام حشد من 8909. في الدقيقة 32، تقدم النار بهدف من سيباستيان جراتسيني. وفي الدقيقة 61 تقدم شيكاجو بنتيجة 2 – 0 بهدف من دومينيك أودورو. بعد سبع دقائق، قطع كيكرز الفارق إلى النصف بهدف من يومبي ويليام. فاز The Fire بنتيجة 2-1، محققًا رحلته السادسة إلى نهائي كأس الولايات المتحدة المفتوحة.

### سياتل ساوندرز إف سي
في عام 2009، أصبح نادي سياتل ساوندرز ثاني نادي موسع لـ MLS يفوز ببطولة كأس الولايات المتحدة المفتوحة، بعد شيكاغو فاير في عام 1998. دافعوا عن لقبهم في 2010 ليفوزوا بالبطولة الثانية على التوالي.  قبل المباراة النهائية، لعب ساوندرز مباريات كأس الولايات المتحدة المفتوحة على أرضه في مجمع Starfire الرياضي في توكويلا ، واشنطن. المنشأة أصغر من الملعب الرئيسي للنادي لمباريات الدوري، CenturyLink Field ، لكن ممثلي Sounders FC فضلوا الأجواء في Starfire لمباريات الكأس الأصغر.
بدأ Sounders FC الدفاع عن لقبه في 28 يونيو 2011، عندما استضاف Kitsap Pumas من دوري التطوير الممتاز USL من بريميرتون ، واشنطن. أقيمت المباراة في Starfire أمام 3811 مشجعًا. تقدم سياتل في الدقيقة 39 عندما سجل مايكل فوسيتو تمريرة برأسه من نيت جاكوا. في وقت مبكر من الشوط الثاني ضاعف فوسيتو تقدمه بأخذ تمريرة من مايك سيمون وسدد عدة مدافعين ليسجل المرمى. حاول كيتساب العودة في الدقيقة 71 عندما سجل نيكولاس بيسانيو من تمريرة عرضية من روبرت كريستنر. في الدقيقة 83، كاد مهاجم كيتساب، وارلين سيلفا، أن يدرك التعادل في هجوم انفصالي، لكن تسديدته اصطدمت بالشباك الجانبية. كانت سياتل قادرة على الصمود من أجل الفوز 2-1. 

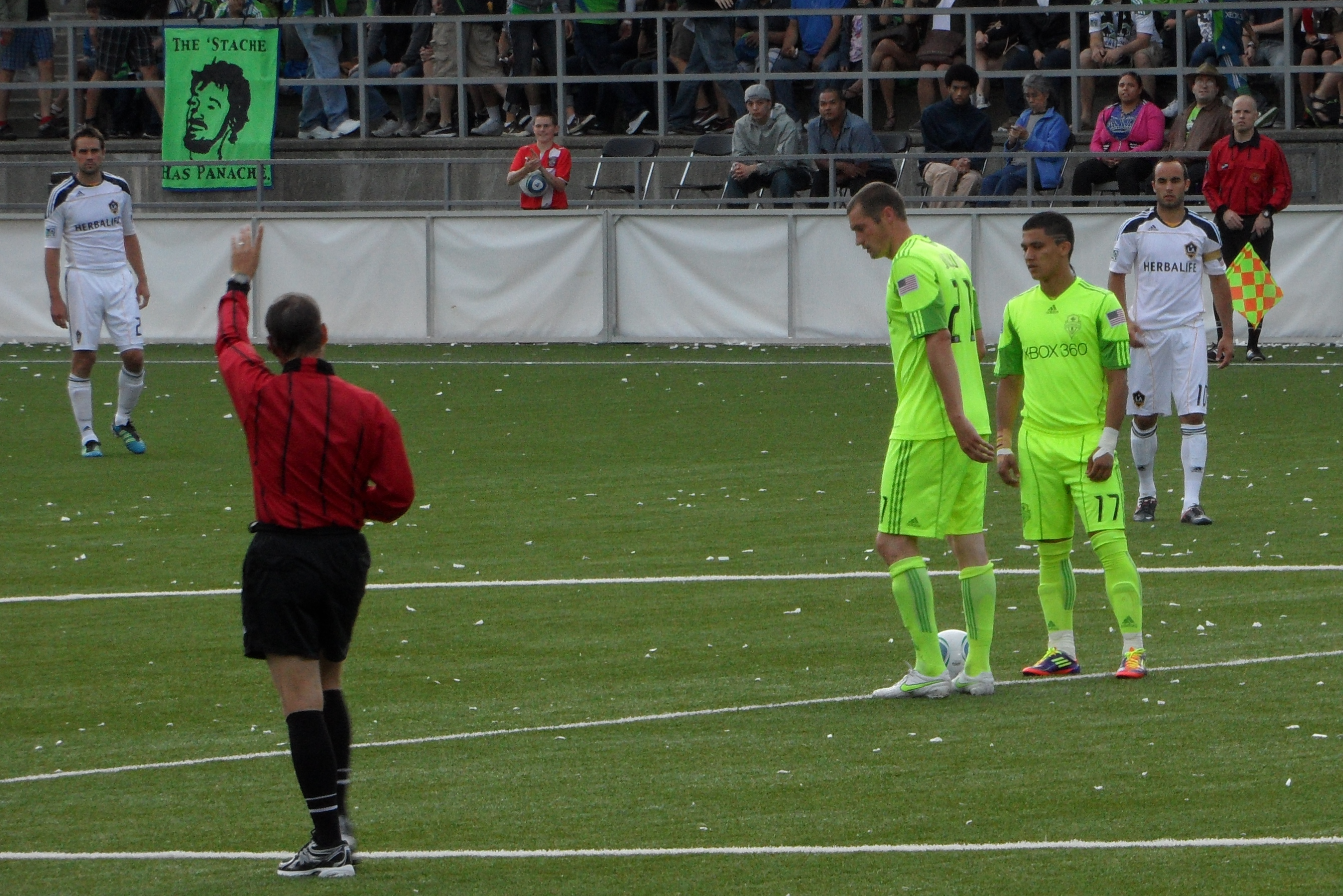
انطلاق الشوط الثاني في مباراة سياتل ضد لوس أنجلوس جالاكسي في ستارفاير.

ثم استضاف سياتل مباراته ربع النهائي في 13 يوليو ضد فريق MLS زميل، لوس أنجلوس جالاكسي. أقيمت المباراة مرة أخرى في Starfire بحضور 4,322. وسجل نيت جاكوا بعد تمريرة من بات نونان في الدقيقة الرابعة. في الدقيقة 25، سجل فريدي مونتيرو تسديدة بالقدم اليسرى من تمريرة من Jaqua مما أعطى سياتل التقدم 2-0. حصل جالاكسي على هدف في الدقيقة 40 عندما سجل آدم كريستمان عرضية من كريس بيرشال. في الدقيقة 74، سجل لاعب وسط سياتل لامار نيجل من تمريرة عرضية من ألفارو فرنانديز، ليعزز تقدم سياتل بهدفين.

في 30 أغسطس 2011، استضاف Sounders FC خصمهم في نصف النهائي، إف سي دالاس، أمام 4593 في مجمع Starfire الرياضي. بدأ كلا الفريقين لاعبي الفريق الأول للمباراة. مارس سياتل ضغطًا هجوميًا لمعظم الشوط الأول واخترق الهدف في الدقيقة 40. فريدي مونتيرو، الذي غاب للتو عن ركلة جزاء قبل لحظات، سدد بقدمه اليسرى أمام المرمى ليسجل النتيجة. كاد دالاس أن يدرك التعادل في الدقيقة 49 عندما سدد مارفن تشافيز كرة ارتطمت بقوة من القائم. واصل دالاس الهجوم في معظم الشوط الثاني، وحصل تشافيز مرة أخرى على فرصة للتعادل قبل صافرة النهاية مباشرة، لكن تسديدته مرت فوق المرمى. بنتيجة 1-0، ضمنت سياتل ظهورها الثالث على التوالي في المباراة النهائية لكأس الولايات المتحدة المفتوحة.   بعد المباراة، اشتكى مدرب دالاس شيلاس هيندمان من كيفية تصميم المضيفين لمباريات كأس الولايات المتحدة المفتوحة قائلاً، «بالنسبة لي، هذا أحد أفضل الأحداث - كأس لامار هانت المفتوحة - لكني أود حقًا أن أراها في هيكل حيث لا يكون نظام العطاءات. نظام العطاء هو المكان الذي سيشتري فيه فريق واحد الألعاب لأنهم يقدمون عطاءات أعلى». وتابع: «يمكن أن يذهب إلى البذور الأعلى، بدلاً من نظام العطاءات حيث تنفق المال، أو يمكن تحديده مسبقًا. أعتقد أن هذا يبرز كل الإنصاف في الحدث.» 

## قبل المباراة

### اختيار المكان

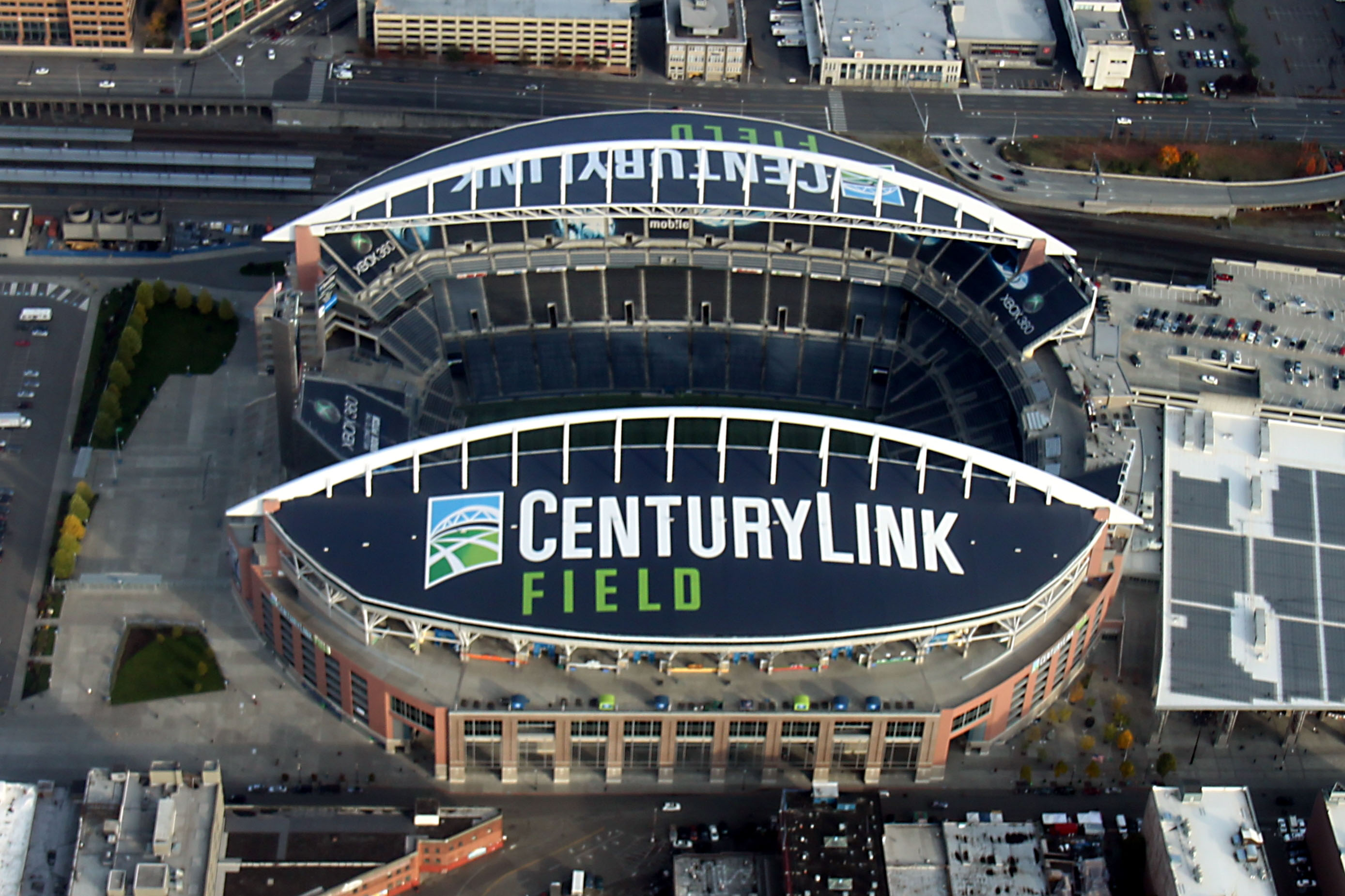
حقل CenturyLink في سياتل

في 26 أغسطس 2011، أعلنت US Soccer عن المواقع المحتملة للنهائي، اعتمادًا على نتيجة الدور نصف النهائي. تم تحديد من خلال عملية عطاء أعمى أنه إذا تأهلت سياتل للنهائي، فسوف تستضيفها في CenturyLink Field بغض النظر عن الخصم، للعام الثاني على التوالي. إذا هزم إف سي دالاس فريق ساوندرز إف سي في الدور قبل النهائي، فسيستضيفون ريتشموند كيكرز في بيتزا هت بارك في فريسكو ، تكساس، أو يزورون شيكاغو فاير في تويوتا بارك في بريدجفيو ، إلينوي، اعتمادًا على نتيجة مباراة نصف النهائي الأخرى. هزم سياتل دالاس وشيكاجو هزم ريتشموند في الدور قبل النهائي، مما أدى إلى إستضافة Sounders FC للنار في نهائي الكأس المفتوحة 2011 في CenturyLink Field. استضافت سياتل المباراة النهائية السابقة، في عام 2010، حيث اجتذبت حشدًا بلغ 31311  وحطمت الرقم القياسي للحضور البالغ من العمر 81 عامًا للحدث الذي تم تحديده في عام 1929 عندما هزمت نيويورك هاكواه نادي ماديسون كينيل في سانت لويس.
تم بيع تذاكر نهائي 2011 للجمهور في 6 سبتمبر. بحلول 19 سبتمبر، تم الإعلان عن بيع 27000 تذكرة بالفعل.  بعد تسعة أيام، تجاوزت مبيعات التذاكر 30000 وتم الإعلان عن إتاحة مقاعد المدرج "Hawks Nest" في الطرف الشمالي من ميدان CenturyLink للحدث.  في الأسبوع الذي يسبق المباراة النهائية، أشار مالك نادي Sounders FC والمدير العام Adrian Hanauer إلى استمرار فتح أقسام من الملعب لتلبية الطلب. وذكر أنه «لن يتم رفض أي عميل يدفع».

### التحليلات
مع وجود سجل أفضل في الموسم العادي في الدوري الأمريكي وميزة الملعب على أرضه، كان Sounders FC هو المرشح للفوز بالمباراة؛ ومع ذلك، فقد تحسن مستوى Fire على مدار العام من خلال اللعب الأفضل من الجناحين ولاعبي الوسط.
التقى سياتل وشيكاغو مرتين في مباريات الموسم العادي في الدوري الأمريكي لكرة القدم عام 2011. الاجتماع الأول، في 9 أبريل 2011، نتج عنه فوز 2-1 لفريق Sounders FC أمام جمهورهم على أرضهم. كانت مباراة سياتل الخامسة لهذا الموسم. الاجتماع الثاني استضافته شيكاغو في 4 يونيو 2011، وأسفر عن تعادل 0-0. وكانت هذه هي المباراة الأولى لمدرب شيكاغو فرانك كلوباس حيث حل بديلا لكارلوس دي لوس كوبوس الذي طرده النادي الأسبوع السابق. كلاعب، سجل كلوباس هدف الفوز لشيكاغو في نهائي كأس الولايات المتحدة المفتوحة عام 1998 . كمدرب، عزا تشارلي كور المحلل في ESPNChicago.com له الفضل في التحول الناجح للفريق في التكتيكات منذ لقاء سياتل سابقًا.
في الأيام التي سبقت المباراة النهائية، أنهت سياتل مؤخرًا رحلة برية طويلة. جعل جدول شيكاغو المباراة الثالثة لهم في غضون أسبوع. استعدادًا للنهائي، أرسل المدربون فرقًا أضعف خلال مباريات الدوري الخاصة بهم قبل يومين من المباراة، مما سمح لهم بالراحة للعديد من اللاعبين الأساسيين.   كان Sounders يلعب بشكل جيد، بعد أن حسم بالفعل على رصيف MLS . الانتصار على ثورة نيو إنجلاند في عطلة نهاية الأسبوع قبل النهائي أعطى الفريق سلسلة انتصارات من ثلاث مباريات. وكان فريق The Fire قد هزم ريال سولت ليك في 28 سبتمبر، لكن فرصهم في البلاي أوف تضاءلت بعد التعادل ضد هيوستن دينامو في عطلة نهاية الأسبوع قبل المباراة النهائية. 

## تطابق
تم بث المباراة على الهواء مباشرة على قناة Fox Soccer مع تغطية تبدأ من 7 مساءً بتوقيت المحيط الهادئ (02:00 التوقيت العالمي المنسق). كان حضور 36,615 حشدًا قياسيًا لنهائي المسابقة. كشف أنصار إميرالد سيتي في سياتل النقاب عن تيفو قبل انطلاق المباراة التي تصور غريم ريبر فوق قبور دي سي يونايتد، وكولومبوس كرو، وشيكاغو فاير.
كانت إصابات اللاعبين الرئيسيين مصدر قلق لكلا الفريقين في الاستعداد للنهائي. بالنسبة لسياتل، أصيبت ركبة لاعب خط الوسط ماورو روساليس ولم يتعافى في الوقت المناسب للمباراة النهائية. أيضا، كان مدافع Sounders FC جيمس رايلي يتعافى من ارتجاج في المخ. تدرب في الأسبوع السابق للنهائي وبدأ في المباراة.  بالنسبة لشيكاغو، كان لاعب خط الوسط سيباستيان جرازيني لاعبًا رئيسيًا كان موضع تساؤل قبل المباراة.  بدأ Grazzini المباراة على مقاعد البدلاء لشيكاغو.

### النصف الاول

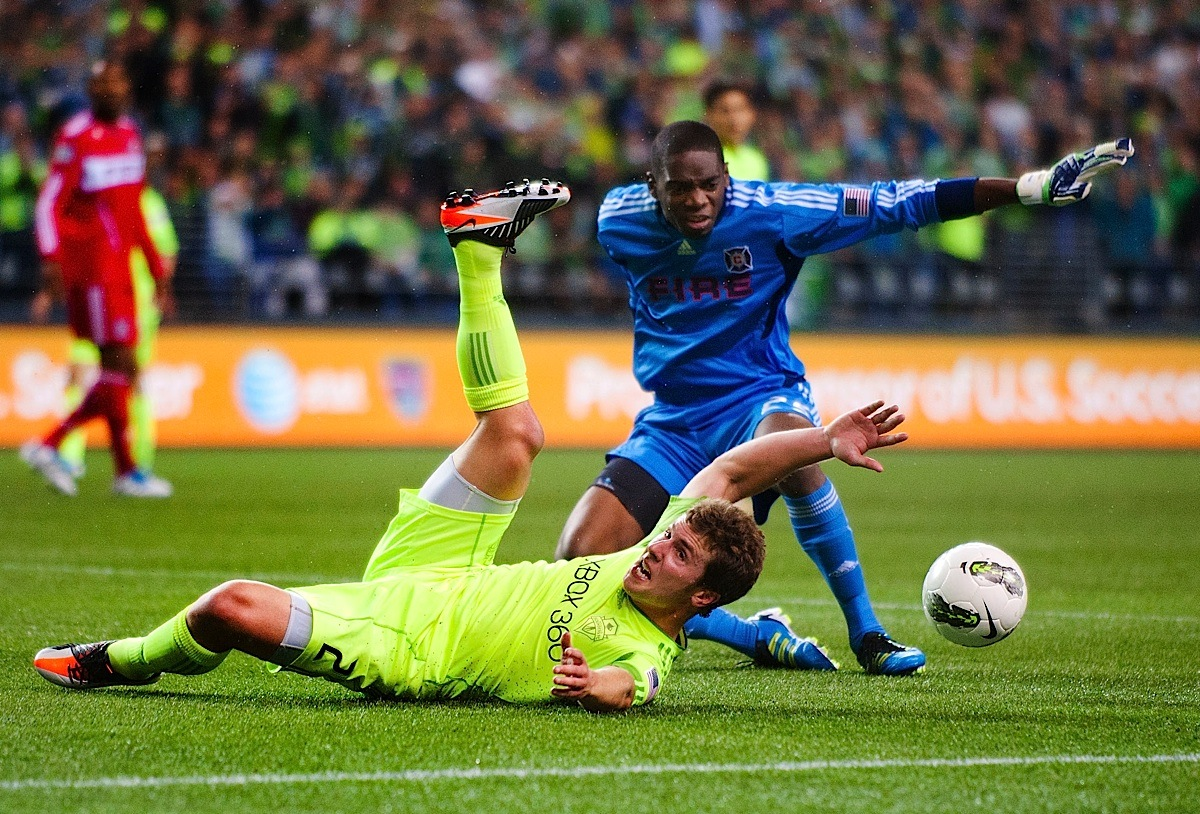
تصدى حارس المرمى الناري شون جونسون محاولة تسجيل من مايك فوسيتو لاعب سياتل في الشوط الأول.

بدأت المباراة بوتيرة سريعة حيث حصل الفريقان على محاولات ركلة حرة في أول دقيقتين.  حصل مايك فوسيتو مهاجم سياتل على أول فرصة لتسجيل الهدف في المباراة في الدقيقة الثامنة حيث انطلق من منطقة الجزاء وسدد كرة على المرمى. ركل الحارس فاير شون جونسون التسديدة بعيدا. لم يبد أن أي من الجانبين يسيطر على المباراة مع تقدم المباراة خلال الدقائق العشر الأولى. في الدقيقة 11، انزلق ماركو بابا لاعب وسط شيكاغو بين اثنين من المدافعين في منتصف الملعب وسدد كرة بعيدة بعيدة عن المرمى. بعد دقيقتين، سدد بابا مرة أخرى تسديدة بعيدة أجبرت حارس مرمى سياتل كيسي كيلر على التصدي لها. كان Pappa مسؤولاً عن جميع تسديدات فريقه الخمس في الشوط الأول.  في الدقيقة 26، تلقى باتريك ناركو بطاقة صفراء من الحكم أليكس بروس بعد تدخل صعب على أوسفالدو ألونسو لاعب سياتل بالقرب من خط التماس . 
عندما تجاوزت المباراة علامة 30 دقيقة، بدأ سياتل في السيطرة حيث احتفظوا بالسيطرة وخلقوا المزيد من فرص التسجيل.  قبل خمس دقائق من نهاية الشوط الأول، اختبر ماركو بابا مرة أخرى حارس مرمى سياتل عندما قطع داخل أحد المدافعين وأخذ تسديدة من 30 ياردة. أجبرت الطلقة كيسي كيلر على إنقاذ الغطس. في الدقيقة 44، اندفع مايك فوسيتو مهاجم سياتل إلى تمريرة خلفية سيئة من دفاع شيكاغو ثم أرسل تمريرة إلى ألفارو فرنانديز الذي كان يشق طريقه في منطقة الجزاء. وتوقفت تسديدته مع تصدى لحارس شيكاغو شون جونسون.  بعد دقيقة واحدة، في الشوط الأول من الوقت المحتسب بدل الضائع، كاد مهاجم سياتل فريدي مونتيرو أن يسجل هدفًا من مسافة 20 ياردة مرت فوق الحارس وارتدت من القائم الأيسر للمرمى.  انتهى الشوط بتعادل النتيجة 0-0.

### النصف الثاني

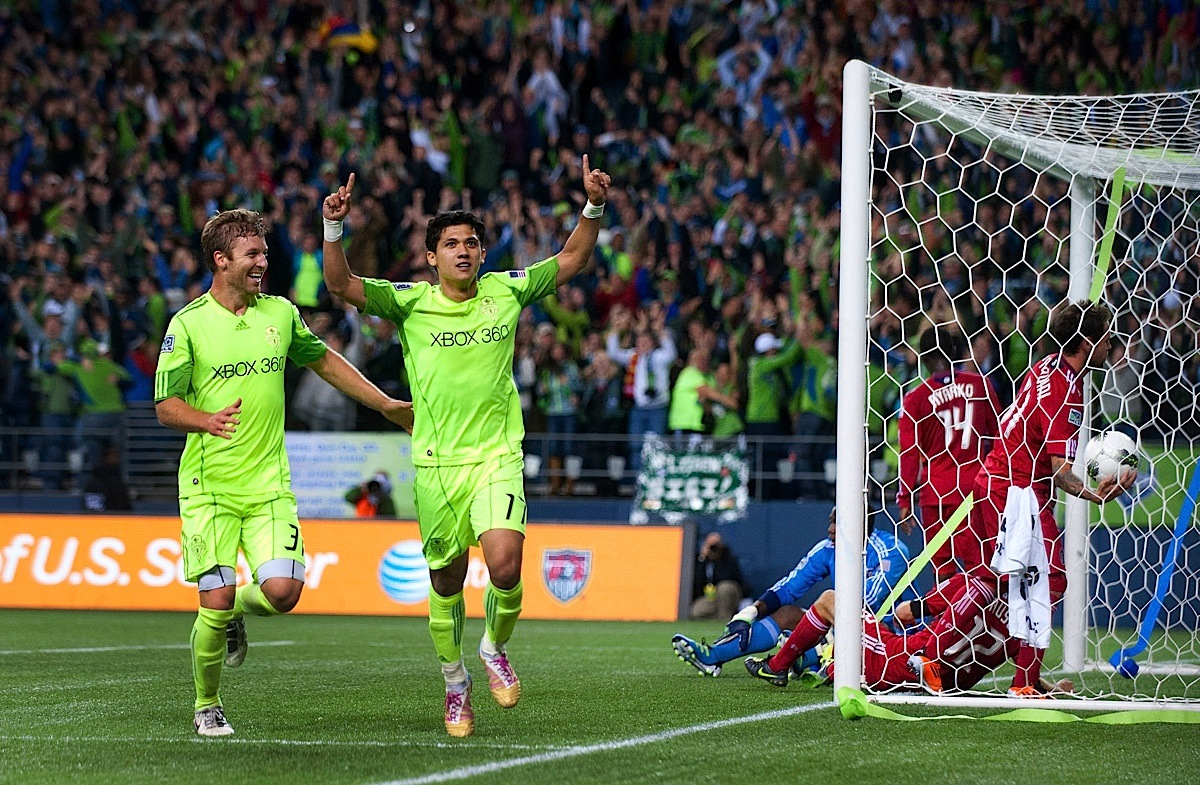
يحتفل فريدي مونتيرو مهاجم ساوندرز إف سي بعد أن سجل هدفه.

في الشوط الأول، تم استبدال لاعب خط وسط سياتل إريك فريبيرغ بديلاً لألفارو فرنانديز، الذي عانى من ارتجاج طفيف خلال الشوط الأول.   بعد وقت قصير من بدء الشوط الثاني، كاد سياتل كسر الجمود. في الدقيقة 53، تم تمرير رمية تماس من فريق Sounders FC إلى مايك فوسيتو، الذي سدد كرة فوق الحارس. طارد العديد من مدافعي شيكاغو تسديدته عندما عبرت من فم المرمى وارتدت من القائم البعيد وعادت للعب.  في الدقيقة 78 كسر مونتيرو التسجيل بضربة ركنية نفذها إريك فريبيرج.  مدافع ساوندرز جيف بارك برأسه من ركلة ركنية على المرمى وأنقذ حارس شيكاغو شون جونسون الكرة. وارتدت الكرة إلى قدم فريدي مونتيرو الذي أدخل الكرة في الشباك في الهدف الأول في المباراة. تقدم فريق Sounders FC الآن بنتيجة 1 – 0.
خلال معظم الشوط الأول وأوائل الشوط الثاني، ركزت جهود ساوندرز الدفاعية على الدفاع عن كثب وسط ميدان شيكاغو بافيل باردو. مع عدم قدرة باردو على توزيع الكرة على الجناحين السريعين في شيكاغو، باتريك ناركو ودومونيك أودورو، تم تحييد هجوم شيكاغو بشكل فعال خلال معظم المباراة.  أجرى مدرب الإطفاء فرانك كلوباس تبديلين في وقت متأخر من المباراة، حيث قدم المهاجم دييجو تشافيس في الدقيقة 80 ولاعب الوسط سيباستيان جراتزيني في الدقيقة 85. وجاءت أفضل فرصة لشيكاغو في الشوط الأول في الدقيقة 90 عندما سدد دومينيك أودورو بضربة رأس في اتجاه كيسي كيلر الذي تصدى لها رغم أن المحاولة أُلغيت بداعي التسلل.  
مع اقتراب المباراة من نهايتها، قام شيكاغو بتحويل اللاعبين إلى الأمام أثناء بحثهم عن هدف التعادل. ومع ذلك، في الدقيقة السادسة من الوقت المحتسب بدل الضائع، سجل أوزفالدو ألونسو هدف سياتل الثاني في هجمة مرتدة حيث راوغ عدة مدافعين وحارس المرمى وأخيراً وضع الكرة في الشباك. الهدف أعطى ساوندرز إف سي التقدم 2-0 وحسم الفوز.

### تفاصيل
| سياتل ساوندرز              | 2–0    | شيكاغو فاير |
| -------------------------- | ------ | ----------- |
| Montero 77' · Alonso 90+6' | Report |             |

| {{{العنوان}}} | {{{العنوان}}} |

| رجل المباراة:</br> أوسفالدو ألونسو (نادي سياتل ساوندرز) |

| مسؤولي المباراة - الحكم: اليكس بروس - الحكام المساعدون: - ستيفن تايلور - إريك بوريا - الحكم الرابع: جوش ويلكنز |

### إحصائيات
بشكل عام 
|                      | السبر FC | شيكاغو إطلاق النار |
| -------------------- | -------- | ------------------ |
| الاهداف المسجلة      | 2        | 0                  |
| مجموع الطلقات        | 10       | 5                  |
| التسديدات على المرمى | 3        | 3                  |
| يحفظ                 | 3        | 3                  |
| ركن الركلات          | 6        | 4                  |
| الأخطاء المرتكبة     | 12       | 18                 |
| التسلل               | 0        | 2                  |
| البطاقات الصفراء     | 1        | 3                  |
| البطاقات الحمراء     | 0        | 0                  |

## مباراة مشاركة
بقي معظم الحشد القياسي بعد المباراة حيث شاهدوا لاعبي سياتل والمدربين وهم يشاركون في حفل توزيع الكأس بعد المباراة ويحتفلون على أرض الملعب. في المؤتمر الصحفي الذي أعقب المباراة، أشاد Sigi Schmid بالجهود الدفاعية لفريقه في المباراة، قائلاً «لقد تحدثنا عن التأكد من أن المدافعين - وبشكل أساسي Pável Pardo - لم يكن لديهم فرصة لرفع رؤوسهم وضرب تلك الكرات الطويلة في الخلف. .» تابع شميد، «اعتقدت أن إيفانز قام بعمل جيد حقًا. في بعض الأحيان كنا مرهقين في خط الوسط، لكنني اعتقدت أنه قام بعمل جيد للغاية في الصعود إلى Pável. عندما تنظر إلى 90 دقيقة، كانت فرصة نادرة أن يتمكن من ضرب كرة خلف دفاعنا.»   وعلق لوجان بوز لاعب وسط شيكاغو على المباراة قائلا «إنها مخيبة للآمال. لقد جئنا إلى هنا للفوز. كنا تحت السلاح طوال الليل. إنه فريق رائع، ومن أفضل الفرق في الدوري. لقد كان جوًا رائعًا وميزة ميدانية. فاز الفريق الأفضل الليلة للأسف».
في اليوم التالي للمباراة، طار فريق Sounders FC 3,000 قدم مربع (280 م2) وشاح فوق سياتل وبلفيو في فترة ما بعد الظهر وبداية المساء على التوالي، احتفالاً بانتصارهم. من خلال الفوز بالمباراة النهائية، أصبح Sounders FC أول فريق MLS يفوز بالمسابقة ثلاث مرات متتالية، وأول فريق يفعل ذلك في المسابقة منذ ذلك الحين اليوناني أطلس الأمريكي فعل ذلك في عام 1969، قبل 42 عامًا. أصبح سياتل أيضًا رابع فريق في 98 عامًا من تاريخ البطولة يفوز بثلاثة على التوالي. وبصفته بطلاً لكأس الولايات المتحدة المفتوحة ، حصل سياتل على جائزة نقدية قدرها 100000 دولار بينما منحت شيكاغو 50000 دولار كوصيف. حصل سياتل أيضًا على مكان في دوري أبطال CONCACAF 2012-13 مع الفوز.  في دوري أبطال أوروبا ، فاز سياتل بمجموعته وخرج في النهاية من البطولة في الدور نصف النهائي من قبل النادي المكسيكي سانتوس لاجونا.
واختير اوزفالدو ألونسو لاعب خط وسط ساوندرس إف سي «أفضل لاعب في الجولة» للنهائي.   تم تكريم ألونسو لجهوده في تسجيل الأهداف بالإضافة إلى ظهوره الرابع على التوالي كلاعب في المباراة النهائية لكأس الولايات المتحدة المفتوحة. ظهر لأول مرة مع تشارلستون باتري في نهائي 2008 ثم 3 مرات مع سياتل من 2009 إلى 2011.  تم الاعتراف بمهاجم سياتل فريدي مونتيرو بأنه «لاعب البطولة» حيث سجل أهداف الفوز لفريق ساوندرز في مباريات ربع النهائي ونصف النهائي والنهائي. كان أوزفالدو ألونسو أحد المتأهلين لنهائيات «لاعب البطولة» إلى جانب مونتيرو واثنين من لاعبين من ريتشموند كيكرز المتأهل إلى نصف النهائي – روني باسكال وديفيد بولو.

### تتغير عملية اختيار المضيف
وتعرضت كرة القدم الأمريكية لانتقادات بعد المباراة بسبب عملية المزايدة السرية التي تسمح للفرق بالإنفاق أكثر من خصومها على حقوق الاستضافة. تم انتقاد كل من عملية المزايدة الأعمى لاستضافة مباريات البطولة والطريقة التي تأهلت بها فرق MLS للبطولة على نطاق واسع. مثال على المخاوف التي أثيرت حول الاستضافة جاء من لاعب خط وسط إف سي دالاس دانييل هيرنانديز على تويتر، حيث اشتكى من ميزة سياتل على أرضه طوال بطولة 2011.   بعد المباراة النهائية ، التقى مسؤولو MLS و US Soccer لمناقشة تغييرات القواعد في نظام تقديم العطاءات للبطولة وعمليات تأهيل الفريق.  علق مالك نادي Sounders FC ، Adrian Hanauer على التغييرات وإمكانية رفع صورة البطولة ، «لا أعتقد أن عملية تقديم العطاءات ستغير صورة البطولة بالضرورة. قد يجعل القليل من الناس سعداء ، وقد يجعل قلة من الناس غير سعداء. لكن في النهاية ، لست مقتنعًا بأن هذا هو ما سيرفع الصورة».
في يناير 2012، استعدادًا لنسخة 2012 من كأس الولايات المتحدة المفتوحة ، أعلنت كرة القدم الأمريكية عن عدة تغييرات في تنسيق البطولة. تم تضمين هذه التغييرات في إدخال عملية اختيار مضيف جديدة. اعتبارًا من عام 2012، سيتم استخدام عملية اختيار مضيف عشوائية لجميع جولات البطولة حتى ربع النهائي.  بينما تم استخدام نظام العطاءات الأعمى في السنوات السابقة لتحديد مضيف المباراة ، فإن العملية الجديدة تحدد المضيف عن طريق السحب الأعمى إذا كانت ملاعب الفريقين تستوفي الحد الأدنى من المعايير. ظل نظام المزايدة الأعمى لحقوق الاستضافة ساريًا في الدور قبل النهائي والنهائي لبطولة 2012. ومع ذلك ، أعلنت US Soccer في عام 2013 أن الاستضافة لجميع جولات البطولة سيتم تحديدها بشكل عشوائي طالما أن كلا الملعبين يفيان بالمعايير الدنيا.

## روابط خارجية
- Video Highlights على يوتيوب
- أنصار مدينة الزمرد في سياتل تيفو
- Promotional video على يوتيوب

قالب:2011 in American soccer
قالب:Chicago Fire Soccer Club matches